# Norge ved vinter-OL 2014
Norge deltog ved vinter-OL 2014 i Sotji, som blev afholdt i perioden 7. til 23. februar 2014.

## Medaljer
| 2014 Sotji | Guld | Sølv | Bronze | Total |
| Norge      | 11   | 5    | 10     | 26    |

Marit Bjørgen fik tre guldmedaljer i langrend.